# 莫里斯 (漫畫家)

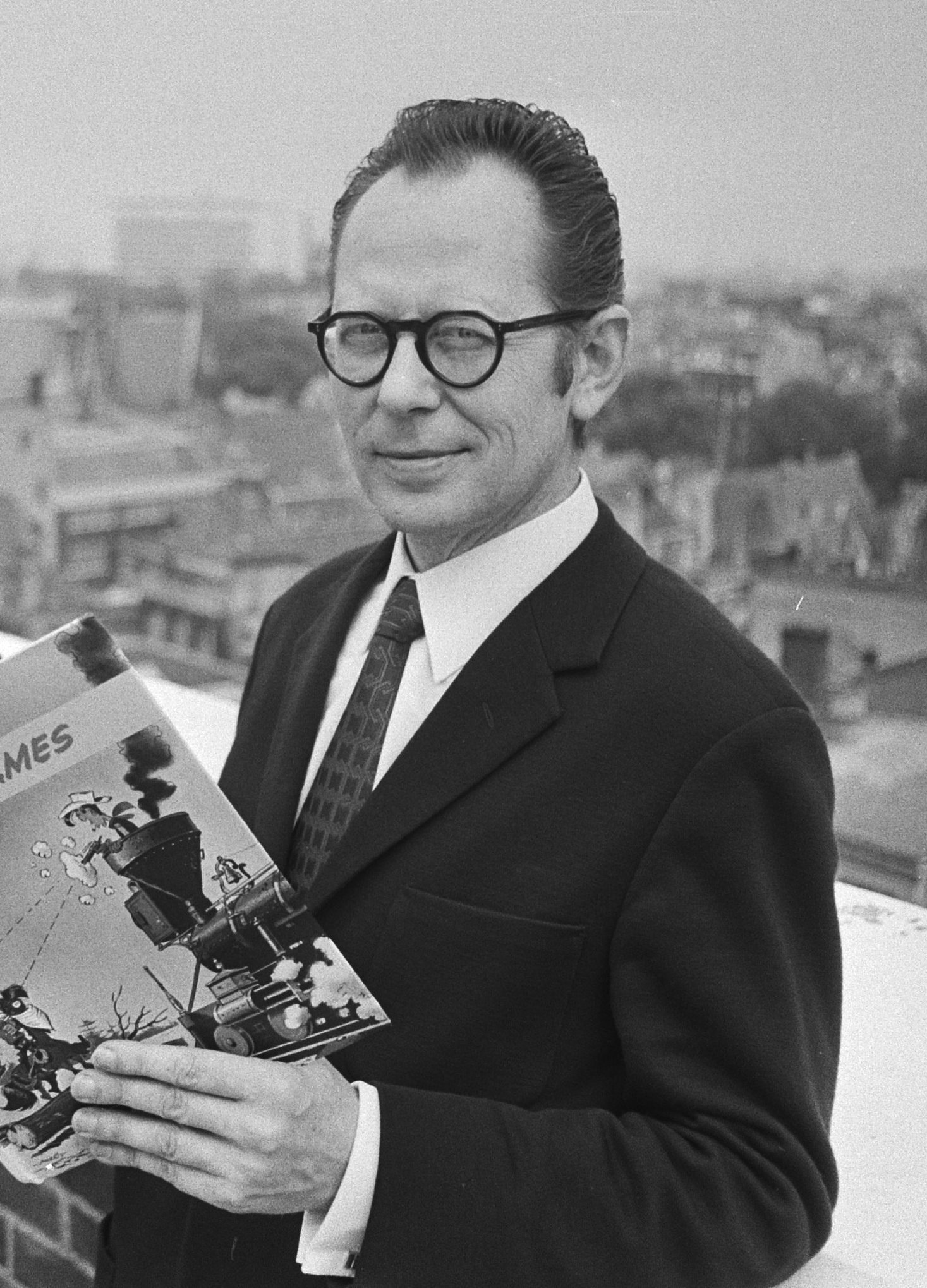
莫里斯

莫里斯·德·贝弗尔（1923年12月1日 - 2001年7月16日），筆名莫里斯，是一位比利时漫画家、插画家，也是幸運的路克的作者。2001年，莫里斯因意外跌倒导致栓塞而去世。